# Slotvijver (Kaliningrad)

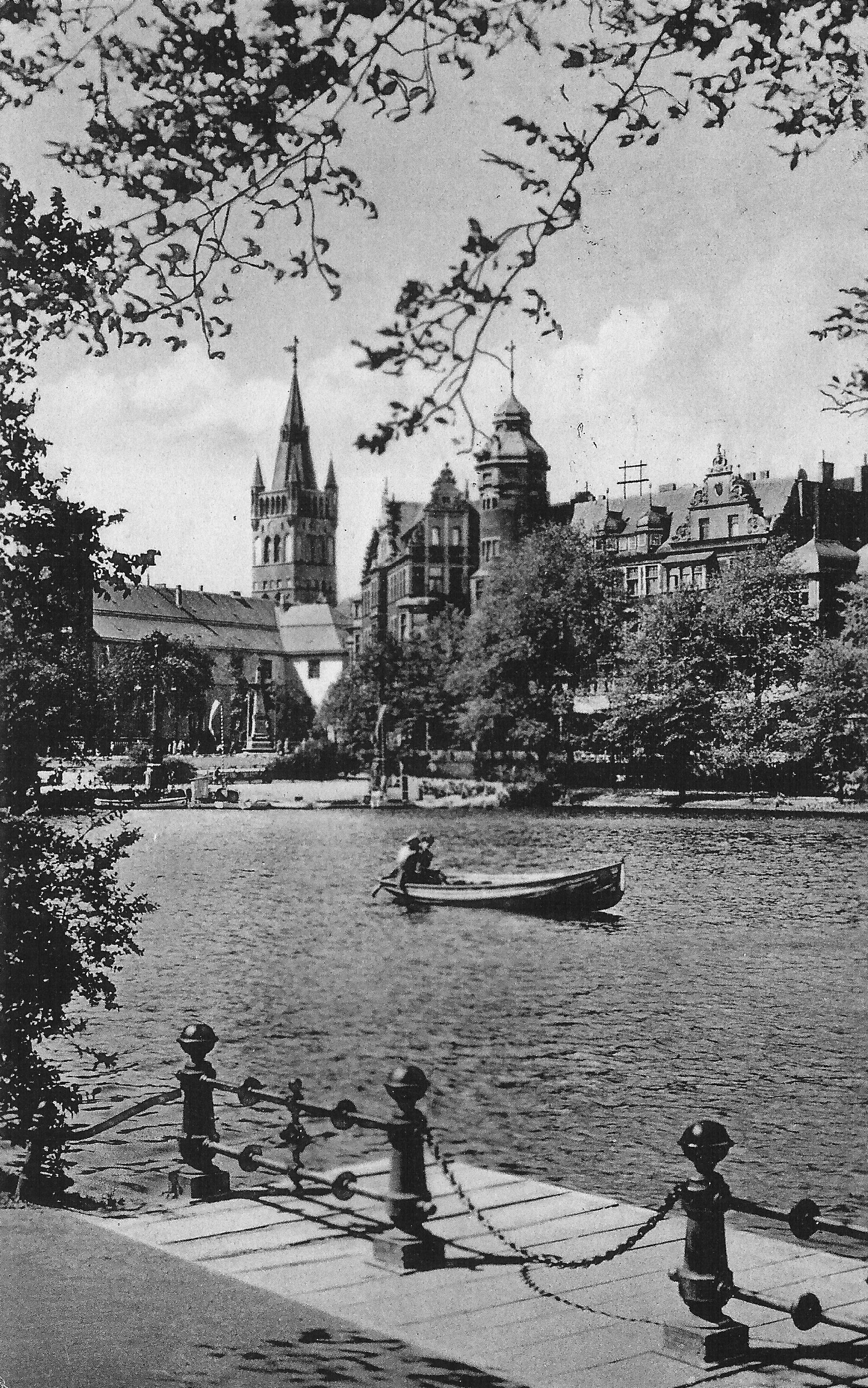
Slotvijver richting Münzplatz en Slot, 1912

De slotvijver in Kaliningrad is een vijver van ongeveer 1,2 km lang en tussen de 50 en 100 meter breed. De oppervlakte is 9 ha en de naam komt van het nabijgelegen slot van Koningsbergen. 
De slotvijver was in de tijd van Koningsbergen een belangrijke ontmoetingsplaats voor studenten. Veel studenten- en roeiverenigingen hadden hun clubhuis aan de slotvijver. Er waren veel cafeetjes langs de vijver, zoals de Börsengarten een restaurant in Beierse stijl. De wandeling rond de vijver werd de promenade genoemd. In de winter kon er geschaatst worden op de vijver. Hoogtepunten op het jaar waren de meifeesten en de concerten op de Münzplatz. 
Tijdens de Slag om Koningsbergen in 1945 werd een groot deel van de stad verwoest. Het noordelijke deel van de vijver is redelijk goed bewaard gebleven. Het zuidelijk deel werd volledig verwoest, het slot, de promenadecafés en de kerken zijn allemaal verdwenen. De houten brug over de vijver werd heropgebouwd in voorgespannen beton. Voorts is het bevaren van de vijver niet meer mogelijk.

## Galerij

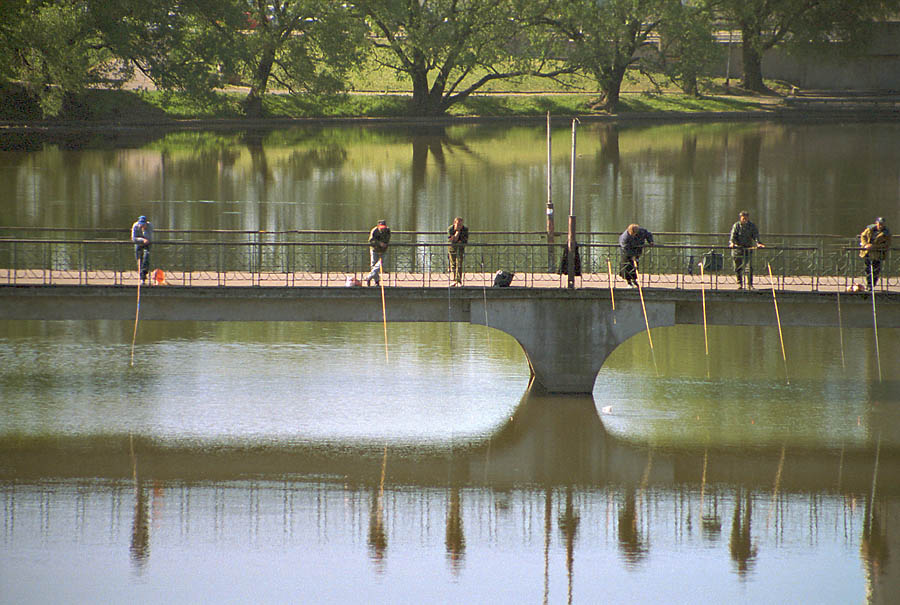
Slotvijverbrug in Kaliningrad met hengelaars.